# 막대먼지말과
막대먼지말과 또는 고나토지곤과(Gonatozygaceae)는 먼지말목에 속하는 윤조식물과의 하나이다. 3개 속에 14종을 포함하고 있다. 세계적으로 산성의 웅덩이, 습지 및 산지 습지 등에 널리 분포한다.

## 하위 속
- 게니쿨라리아속 (Genicularia) - 2종
- 막대먼지말속 또는 고나토지곤속 (Gonatozygon) - 11종
- Leptocystinema - 유일종 L. asperum